# Pellestrina
Otok Pellestrina [pelestrìna]), je otok v Beneški laguni v Jadranskem morju. Upravno spada pod italijansko deželo Benečija (pokrajina Benetke).

## Lega in naseljenost
Pellestrina je 10 km dolg otok, ki skupaj z otokom Lido di Venezia loči Beneško laguno od odprtega morja. Po nastanku je starodavna barena, ki so jo izoblikovali izlivi večjih rek, ki so v preteklosti dotekale v laguno. Kljub zelo ozki in razpotegnjeni obliki je otok gosto naseljen in prepreden s prevoznimi cestami. Večja naselja so (od severa proti jugu) San Pietro in Volta, Santa Maria del Mare, Portosecco, Sant'Antonio in Pellestrina paese, ki je največji kraj na otoku, saj šteje okoli 2800 prebivalcev. Na severu loči Pellestrino od Lida ožina Malamocco [malamòko], ki je glavni dostop v laguno in vodi do beneškega pristanišča Marghera. Na jugu je drugi dostop v laguno, imenovan Porto di Chioggia [pòrto di kjòdža], kar pomeni pristanišče mesta Chioggia, saj je prehod na nasprotni strani omejen z otokom Sottomarina, ki je del mesta samega.

## Zgodovina
Ko so ubežniki pred Langobardi poselili laguno, je bil današnji Pellestrina sestavljen iz dveh otokov. Skozi prehod med njima se je nadaljeval izliv reke Brenta, ki je skupaj z izlivi reke Piave ustvaril Beneško laguno. Prva omemba otoka je iz leta 840 in govori o mestu Albiola na severnem delu. Ni podatkov o tem mestu, ki se je verjetno ugreznilo zaradi podmorskega toka rečnega izliva ali zaradi hude morske poplave, ki je uničila tudi naselje Metamauco na sosednjem otoku Lido. V petem stoletju je bil izliv Brente preusmerjen bolj na jug in ožina med dvema polovicama današnje Pellestrine se je zaprla, verjetno prav nad ostanki Albiole. Nova naselja, ki so bila zgrajena bolj oddaljena od obale, so bila v štirinajstem stoletju uničena med vojno z Genovsko republiko. Takoj po koncu vojne (1380) je beneški dož poslal na otok štiri vplivne plemiške družine z nalogo, da obnovijo opustošena naselja. Še danes se glavno mesto otoka, Pellestrina paese, deli na štiri mestne četrti poimenovane po teh družinah.

## Stara obramba lagune
Beneška republika je posvečala posebno pozornost otokoma Lido in Pellestrina, ki sta predstavljala mejo mestnih posestev. Eno od največjih utrdbenih in obrambnih del republike so prav murazzi [muràci] na zunanji strani otokov. Na Lidu so dolgi okoli pet km, na Pellestrini deset, še južneje je nekoč stal dva km dolg murazzo, ki je danes zalit ali preraščen. V teku stoletij je bila ta antična obramba pred morjem zanemarjena in poškodovana, a v preteklih desetletjih so oblasti poskrbele za njeno obnovo.
V osemnajstem stoletju je Beneška republika zgradila štiri osmerokotnike, in sicer dve utrdbi ob obali Pellestrine in dve ob obali Lida, da bi zagotovila obrambo ožine Malamocco, ki je glavni dostop do Benetk. Zgradbe so služile svojemu namenu vse do druge svetovne vojne, nakar so bile zapuščene in so razpadle.